# Vacuna Corona
La Vacuna Corona è una struttura geologica della superficie di Venere.